# Ральцевич, Василий Никифорович
Васи́лий Ники́форович Ральце́вич (1893—1957) — советский философ-марксист и партийный деятель.

## Биография
До революции служил офицером, во время Гражданской войны командир сводного гаубичного дивизиона Латышской советской стрелковой дивизии. В 1921—1923 учился в Коммунистическом университете имени Свердлова В конце 20-х годов работал в Агитпропе ЦК ВКП(б) и одновременно учился в Институте красной профессуры, который окончил в 1929 году, затем работал в Институте философии. В 1930 году стал одним из авторов громкого «письма трёх»., положившего начало кампании против А. М. Деборина и его школы. В 1931—1935 заместитель директора Ленинградского отделения Института философии. В 1933—1935 также ответственный редактор газеты «Литературный Ленинград». В марте 1935 года получил выговор без занесения в личное дело, в апреле 1935 года строгий выговор с предупреждением, в сентябре 1935 освобождён от должности и оставлен старшим научным сотрудником, в октябре 1935 ему был вынесен выговор с занесением в личное дело.
30 апреля 1936 года арестован, 31 июля приговорён к 5 годам лишения свободы, отбывал срок в Коми АССР. 30 апреля 1941 освобождён, жил в городе Кадиевка Ворошиловградской области. После реабилитации в 1955 году переехал в Ленинград, работал профессором кафедры марксизма-ленинизма Ленинградского инженерно-строительного института.

## Отзывы
Мышление несколько запутанное университетской премудростью, однако стоящее на правильном пути. Стремление к материалистической точке зрения. Для ума, подвергшегося буржуазной фальсификации, это большая заслуга— Из характеристики Ральцевич в Университете Свердлова
Писатель Сергей Снегов вспоминал:
Сначала я обратил внимание на Ральцевича. Он был хорошо известен в научной среде. Пару лет назад в печати появилась статья, подписанная тремя фамилиями, — его, Митина и Юдина. Резкая и категорическая, в полемическом стиле тех лет (он предписывал начинать все названия словами «против того-то или чего-то»), она обрушилась на Деборина и деборинцев как представителей меньшевиствующего идеализма. Именно тогда начался разгром философии, завершилась многолетняя дискуссия гегельянствующих марксистов и их противников механистов: оба течения были осуждены как ошибочные и вредные. Положения этой разгромной статьи были далеки от моих интересов, но встреча с одним из философских громил заинтересовала.
У нас сразу завязался разговор. И я с удивлением обнаружил, что Ральцевич совсем не похож на малокультурного научного вышибалу, какими представлялись мне все авторы статьи. Он был довольно интеллигентен, неплохо осведомлён о философских школах и вовсе не демонстрировал той узколобости (обычно её называют ортодоксией), какой я ожидал.

## Сочинения
- Марксизм и религия. М., 1939. 96 с.
- На два фронта. М., 1931. 48 с.